# Johann Christian Bartsch
Johann Christian Bartsch (* um 1726 in Liegnitz, Fürstentum Liegnitz; † August 1803 in Berlin) war ein preußischer Kriegs- und Domänenrat.

## Leben
Zum Elternhaus sowie zur schulischen Ausbildung von Johann Christian Bartsch liegen keine Hinweise vor.
Er war mit Christine Sophie (geb. Andreas), der Tochter eines Mediziners aus Liegnitz verheiratet. Seine Ehefrau besaß das Gut Scheibsdorf bei Liegnitz; der Besitz wurde im März 1776 bestätigt.
Am 10. Oktober 1748 immatrikulierte er sich an der Universität Halle zu einem Theologiestudium, stand aber seit 1749 in königlichen Diensten, zunächst als Justizamtmann und darauf als Pächter. Seit 1761 war er Generalpächter und Oberamtmann des schlesischen Amtes Rothschloss.
Im Juli 1764 erwarb er zusammen mit seiner Mutter für 22.000 Taler zwei Güter in Schiedlagwitz, musste diese jedoch auf Drängen seiner Gläubiger 1772 wieder verkaufen.
Er wurde im Dezember 1767 durch den Minister Ernst Wilhelm von Schlabrendorff als Kandidat für ein Ratsamt vorgeschlagen. Am 20. Januar 1768 wurde er im Berliner Schloss dem König Friedrich II. vorgestellt. Ab dem 27. Januar 1768 war er als Kriegs- und Domänenrat in der kurmärkischen Kriegs- und Domänenkammer in Berlin für einen Teil des Kreises Havelland zuständig.
Mitte 1768 gehörte er, gemeinsam mit dem Breslauer Kammerdirektor Graf Carl George Heinrich von Hoym und dem Oberrechnungsrat Christian Friedrich Boehsse (1727–1775) der Kommission zur Revision der preußischen Domänenanschläge an, die von Finanzrat Johann George Daniel Flesche (1713–1787) geleitet wurde und hielt sich mit der Kommission mehrere Monate in Königsberg auf.
Am 30. Juli 1783 bat er alters- und krankheitsbedingt um seinen Abschied, der ihm am 7. Dezember 1783 gewährt wurde; sein Nachfolger wurde Carl Gottlob Meinhardt (1744–1812).

## Mitgliedschaften
Johann Christian Bartsch trat 1770 in eine Freimaurerloge ein.